# Diosma pedicellata
Diosma pedicellata är en vinruteväxtart som beskrevs av I. Williams. Diosma pedicellata ingår i släktet Diosma och familjen vinruteväxter. Inga underarter finns listade i Catalogue of Life.